# Maisons-Alfort - Les Juilliottes (métro de Paris)
Maisons-Alfort - Les Juilliottes est une station de la ligne 8 du métro de Paris, située sur la commune de Maisons-Alfort.

## Situation
La station est établie sous l'extrémité sud-est de l'avenue du Général-Leclerc (D 19), au nord-ouest de l'échangeur routier avec l'autoroute A86, lequel marque la limite avec le territoire de la commune de Créteil. Orientée selon un axe nord-ouest/sud-est, elle s'intercale entre les stations Maisons-Alfort - Stade et Créteil - L'Échat. Il s'agit de la dernière station souterraine de la ligne en direction de Pointe du Lac ; conçue pour jouer le rôle de terminus à l'origine, elle se prolonge par un tunnel à trois voies dont l'une, au centre, est équipée d'un trottoir de manœuvre.

## Histoire
La station est ouverte le 27 avril 1972 avec la mise en service du prolongement de la ligne 8 depuis Maisons-Alfort - Stade, et en constitue provisoirement le terminus oriental (depuis Balard) jusqu'au 24 septembre 1973, date à laquelle la ligne est de nouveau prolongée d'une station supplémentaire jusqu'à Créteil - L'Échat, son premier terminus aérien.
Elle doit sa dénomination à son implantation sur le territoire de la commune de Maisons-Alfort, dans le quartier des Juilliottes, lequel tire son nom des jeunes femmes qui venaient ramasser les champignons dans les anciennes carrières devenues champignonnières, au mois de Juillet, qu'on appelait ainsi "les juilliottes", ou selon une autre source, des anciennes « terres de Juliotte » sur lesquelles il a été créé. Il s'agissait à l'origine d'un quartier principalement composé de terrains vagues et de petits terrils, conséquence d'anciennes carrières, qui furent excavées ou traversées de pilotis afin d'y aménager, au début des années 1970, un ensemble immobilier composé de logements, de bureaux ainsi qu'un petit centre commercial.
Dans le cadre du programme « Un métro + beau » de la RATP, les couloirs de la station sont rénovés entre 2015 et 2016 pour un coût de 2,3 millions d'euros, ce qui entraîne la disparition du carrelage creux en divers tons d'ocre sur les piédroits au profit de carreaux blancs biseautés en deux formats différents. Seuls les quais conservent leur faïence colorée d'origine depuis lors.

### Fréquentation
Selon les estimations de la RATP, la station a vu entrer 1 779 627 voyageurs en 2019, ce qui la place à la 260e position des stations de métro pour sa fréquentation sur 302,. En 2020, avec la crise du Covid-19, son trafic annuel tombe à 905 627 voyageurs, la classant alors au 255e rang, avant de remonter progressivement en 2021 avec 1 297 495 entrants comptabilisés, ce qui la place à la 251e position des stations du réseau pour sa fréquentation sur 304,.

## Services aux voyageurs

### Accès
La station dispose de quatre accès, chacun constitué d'un escalier fixe agrémenté d'un mât avec un « M » jaune inscrit dans un cercle :
- l'accès 1 « Rue Louis-Pergaud - Centre commercial » débouchant au droit du centre commercial Les Juilliottes au no 4 de cette rue ;
- l'accès 2 « Avenue du Général-Leclerc » se trouvant face au no 251 de l'avenue ;
- l'accès 3 « Rue du Buisson-Joyeux » (autrefois nommé « Rue Hoche ») se situant à l'angle de la rue Hoche, au droit du no 277 de l'avenue du Général-Leclerc ;
- l'accès 4 « Avenue du Maréchal-de-Lattre-de-Tassigny » débouchant face au parking implanté au cœur de l'échangeur avec l'autoroute A86 (autrefois une gare routière des bus vers Créteil).

Accès à la station
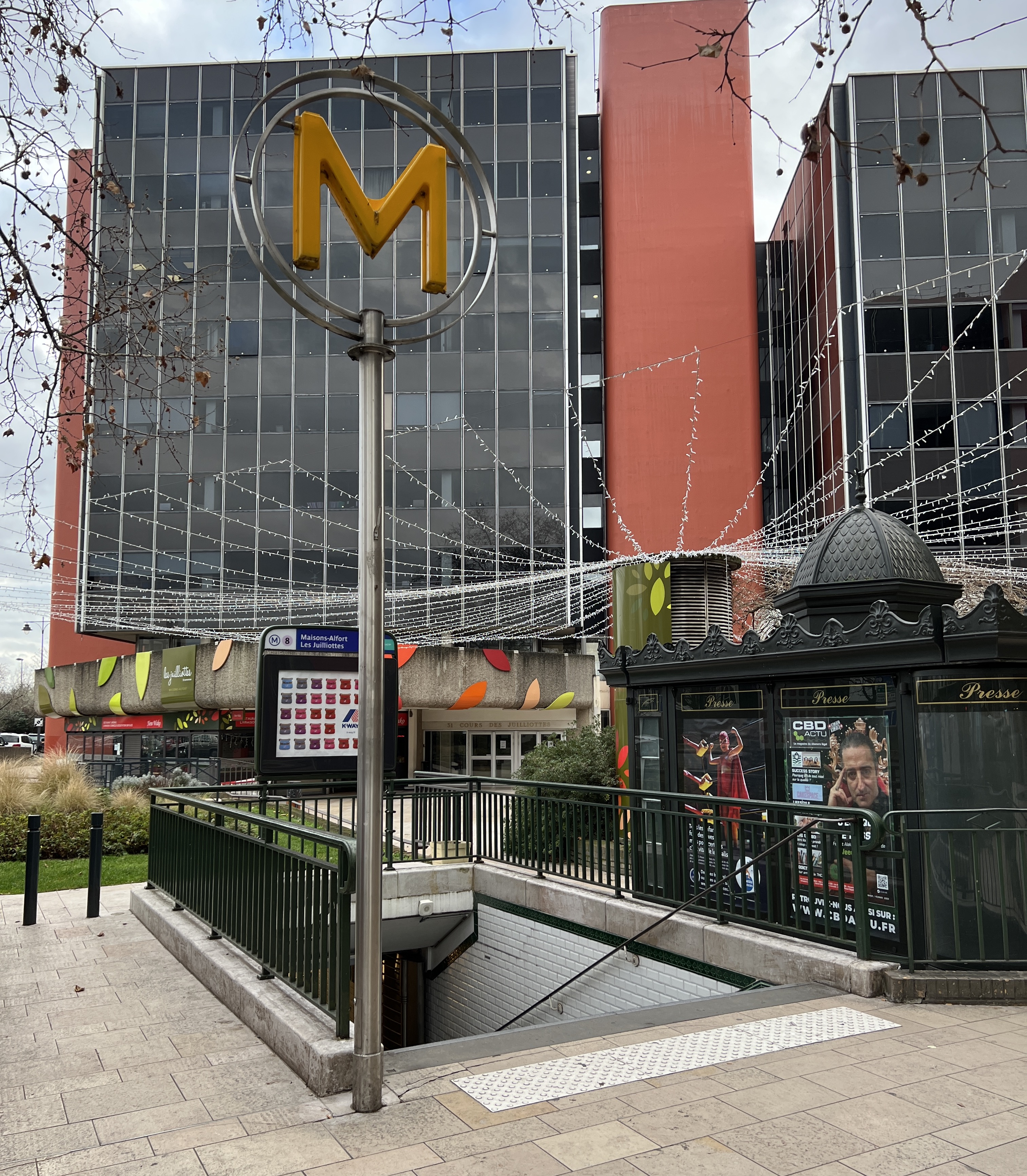
L'accès no 1 « Rue Louis-Pergaud ».
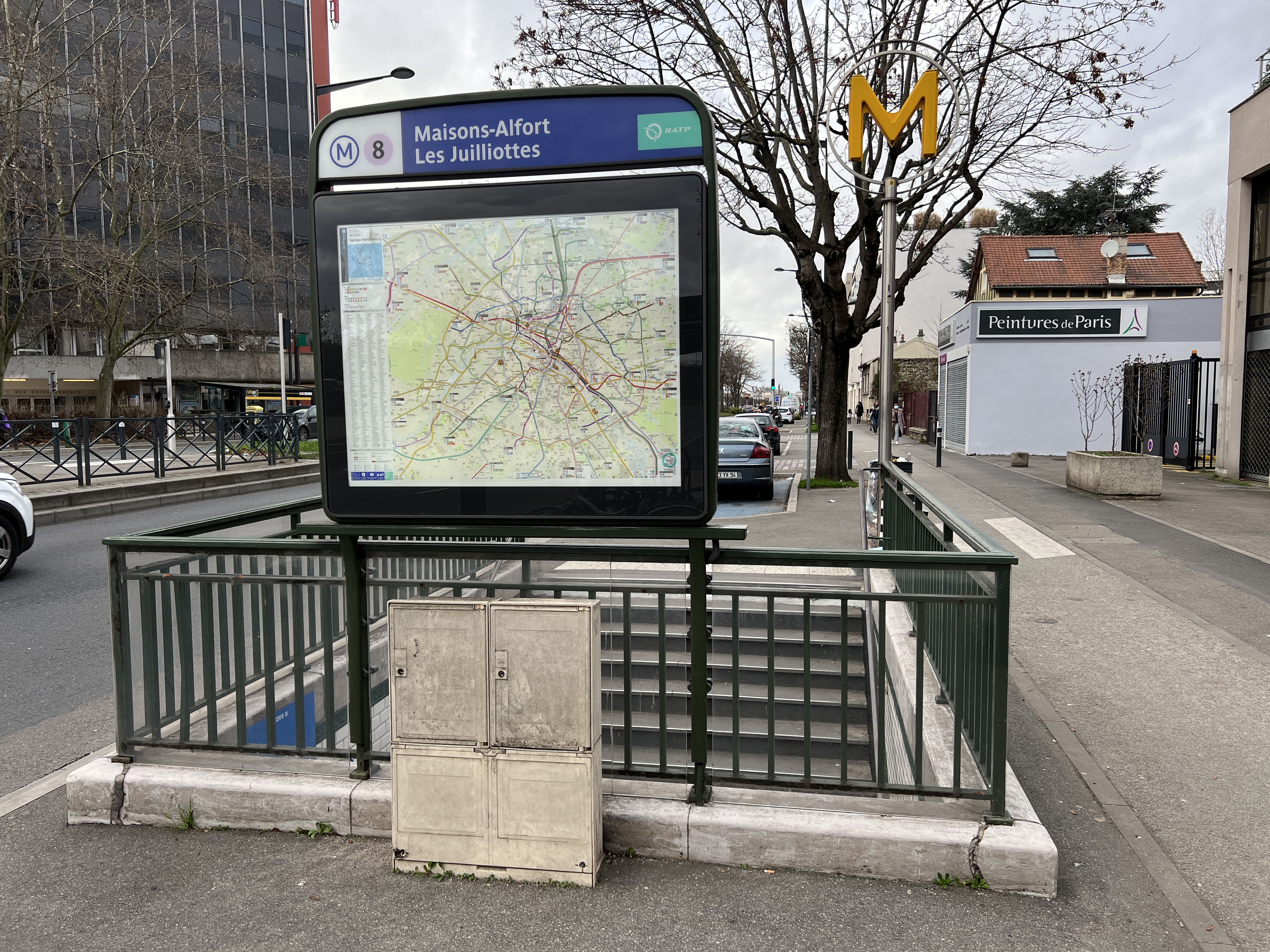
L'accès no 2 « Avenue du Général-Leclerc ».
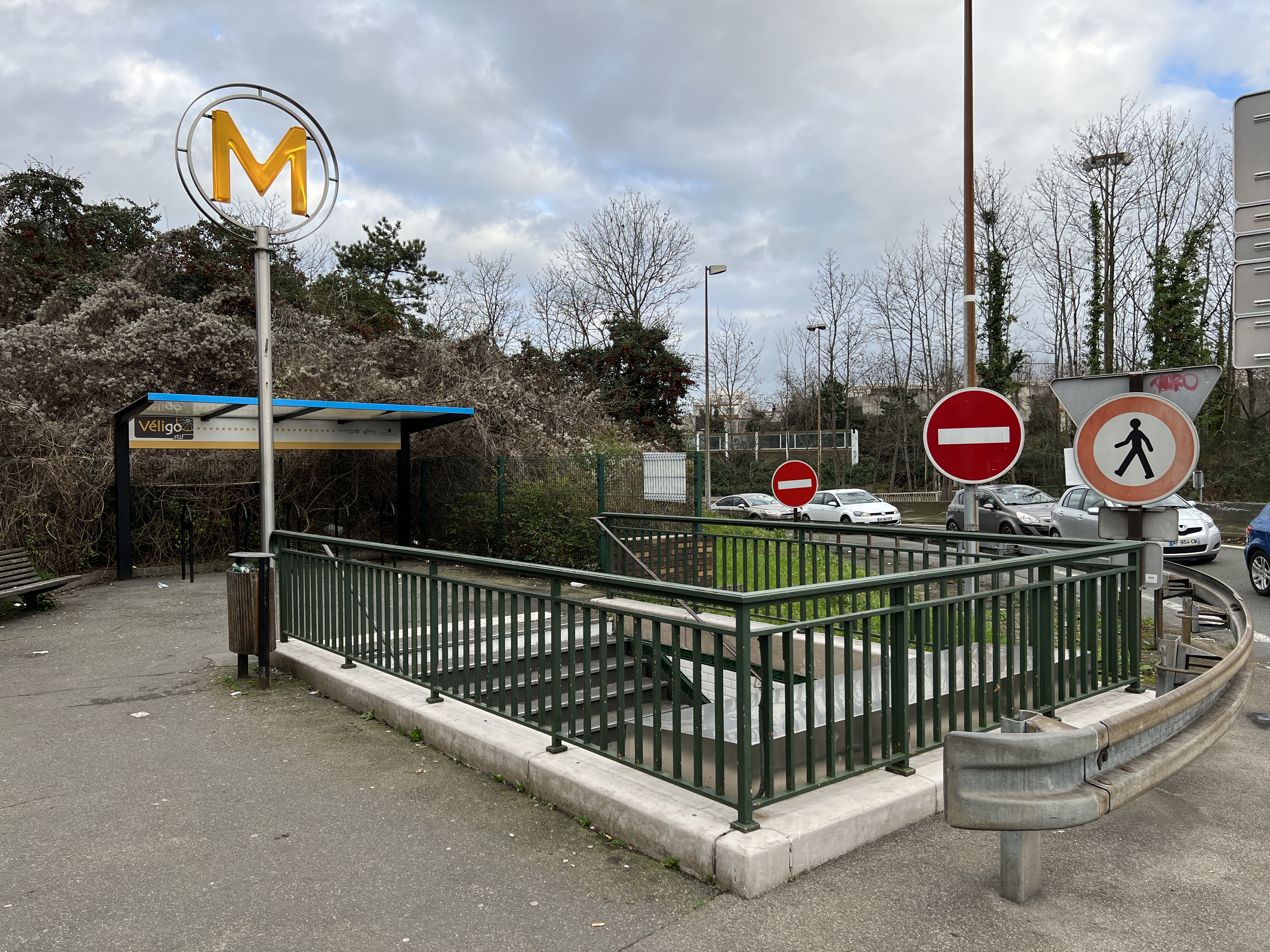
L'accès no 3 « Rue du Buisson-Joyeux ».
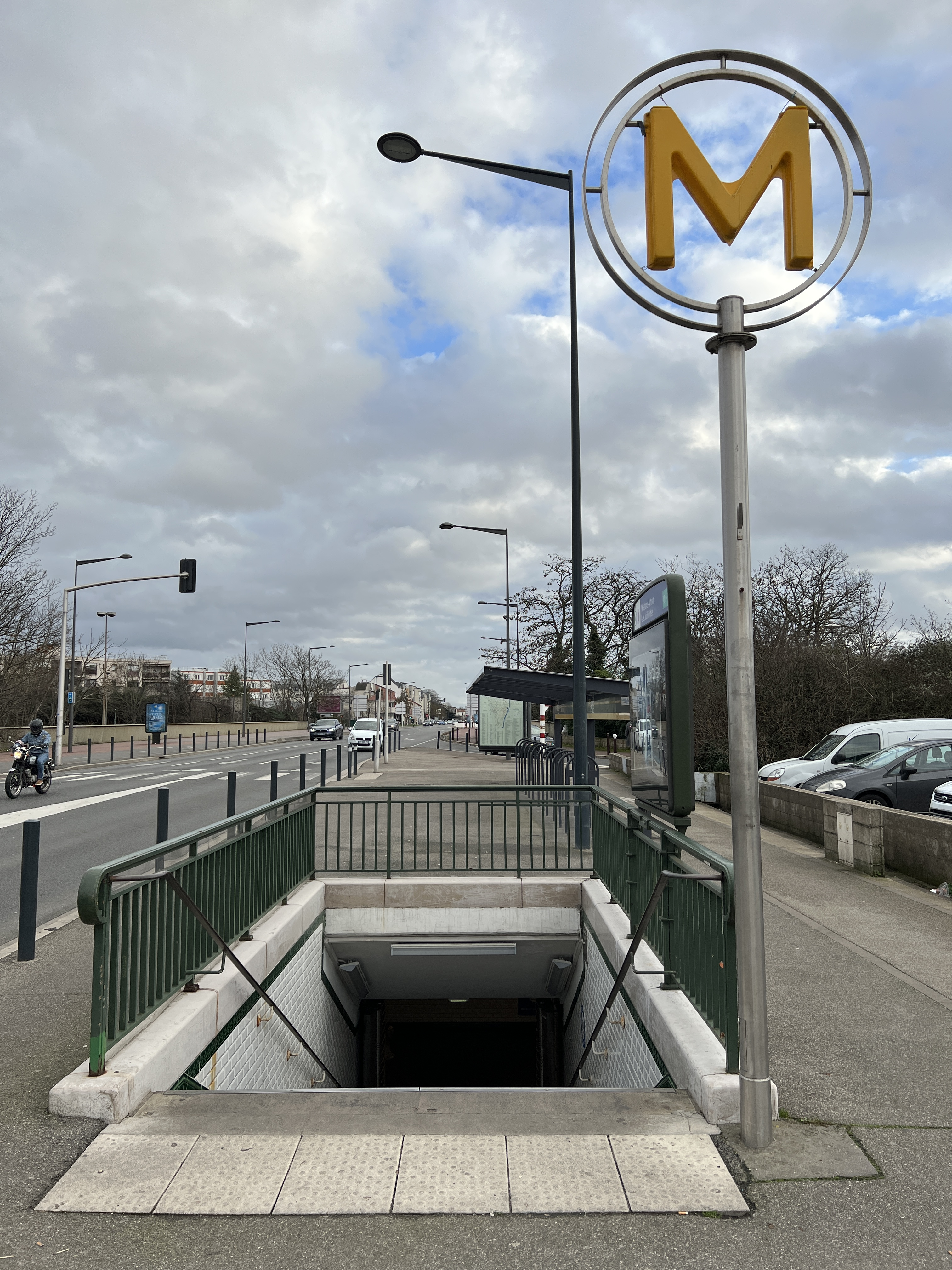
L'accès no 4 « Avenue du Maréchal-de-Lattre-de-Tassigny ».

La configuration des accès 3 et 4 témoigne des profondes mutations du quartier auquel la station répondait lors de son inauguration. L'unique escalator de la station côté Est était à l'époque destiné à évacuer le quai d'arrivée de ce terminus vers une gare routière d'interconnexion aujourd'hui disparue, dont le parking de l'échangeur A86 conserve la forme de la boucle de retournement des bus prolongeant la desserte vers Créteil. Quant à l'accès 3 en face, il donnait alors sur la rue Hoche et sur un quartier pavillonnaire, isolés par la nouvelle autoroute A86 qui les a en partie engloutis deux ans seulement après l'inauguration de la station. C'est ainsi qu'aujourd'hui l'accès 4 donne sur un petit parking de seulement 250 places cerné par une bretelle d'autoroute, et l'accès 3 est curieusement orienté sur un cul-de-sac (autrefois la rue Hoche) et une sortie d'autoroute, et est ainsi isolé du quartier Sud-Est de Charentonneau et Créteil Pinsons auquel il était pourtant destiné.
Bien que la station fut édifiée dans les années 1970, les piédroits des couloirs d'accès et de la salle d'échanges sont désormais recouverts du traditionnel carrelage blanc biseauté à la suite de leur rénovation achevée en 2016. Une partie de ces carreaux ont des dimensions mesurant le double de celles du format classique, particularité que l'on retrouve dans certains couloirs de correspondance de la station Châtelet ainsi qu'à Basilique de Saint-Denis sur la ligne 13.

### Quais

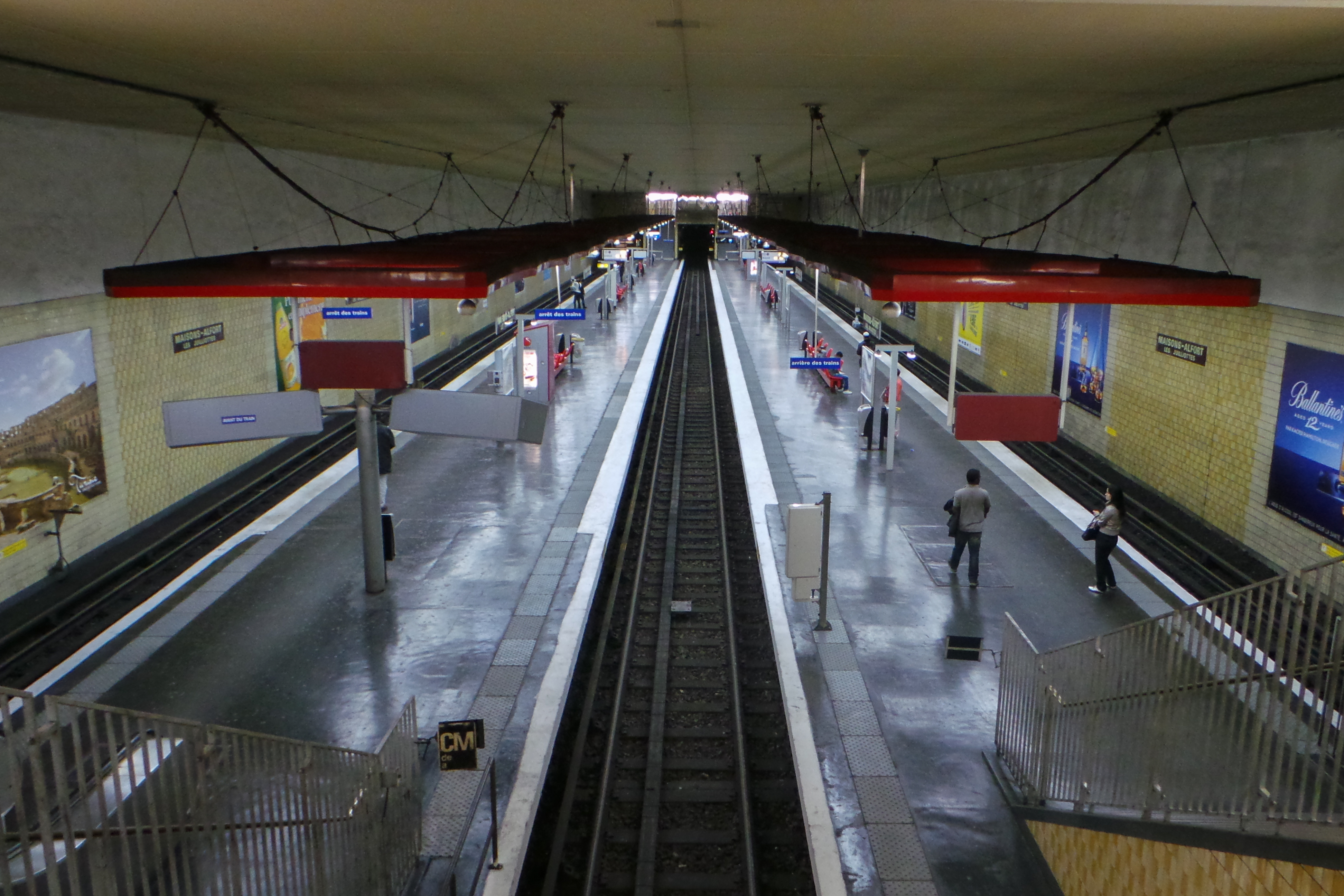
Quais de la station.

Maisons-Alfort - Les Juilliottes est une station de configuration particulière : du fait de son statut initial de terminus, elle possède trois voies encadrant deux quais en îlot. Édifiée dans les années 1970, il s'agit d'une station-cage à piédroits verticaux et plafond horizontal du fait de sa construction en tranchée couverte. La décoration, typique des années 1970, s'apparente à une déclinaison du style « Mouton-Duvernet » avec des piédroits et tympans recouverts de carreaux à biseaux inversés en divers tons d'ocre (de couleur sable au droit des publicités), posés verticalement et alignés, un plafond et des hauts de murs traités en blanc ainsi qu'un dispositif d'éclairage suspendu à structure rouge, constitué de rampes disposées parallèlement et perpendiculairement aux voies. Les publicités sur les piédroits sont dépourvues de cadres et le nom de la station est inscrit en police de caractères Parisine sur des plaques émaillées. Les sièges sont de style « Motte » de couleur rouge (en remplacement de bancs de même teinte).
La station ne partage ce style décoratif qu'avec les deux autres points d'arrêt de la ligne situés sur le territoire de la commune, École vétérinaire de Maisons-Alfort et Maisons-Alfort - Stade. Toutefois, le carrelage de couleur ocre existe également dans les couloirs d'accès au quai de la station Créteil - Université, à ceci près qu'il ne présente que la nuance la plus claire.

### Intermodalité
La station est desservie par les lignes 104 et 217 du réseau de bus RATP et, la nuit, par les lignes N32 et N35 du réseau de bus Noctilien.

## À proximité
- Cimetière de Maisons-Alfort